# Jiří Šisler
Jiří Šisler (* 24. November 1984 in Liberec) ist ein tschechischer Fußballspieler.

## Vereinskarriere
Šisler spielte in seiner Jugend für Slovan Liberec. Mit Bohemians Prag stieg er 2007 in die zweite tschechische Liga auf. In der Rückrunde der Saison 2007/08 debütierte der Mittelfeldspieler im Trikot von FK SIAD Most in der höchsten tschechischen Spielklasse, der Gambrinus Liga. Es folgten weitere Stationen in der ersten und zweiten Liga unter anderem bei SK Kladno, Bohemians 1905, FC Vysočina Jihlava und FC Zenit Čáslav. 
Im Sommer 2012 wechselte Jiří Šisler zum FC Oberlausitz Neugersdorf nach Deutschland. Als Spielgestalter im Mittelfeld erzielte er 16 Saisontore, wurde mit den Oberlausitzern Meister der Fußball-Sachsenliga und stieg in die Oberliga Nordost auf. In der Saison 2014/15 folgte ein weiterer Aufstieg in die Regionalliga Nordost. Im Sommer 2016 verließ er Neugersdorf nach vier Jahren und ging zum FSV Budissa Bautzen. Zur Saison 2017/18 wurde Šisler Spielertrainer beim sächsischen Sechstligisten (Sachsenliga) FV Eintracht Niesky.